# Caracal F

## Caracal F

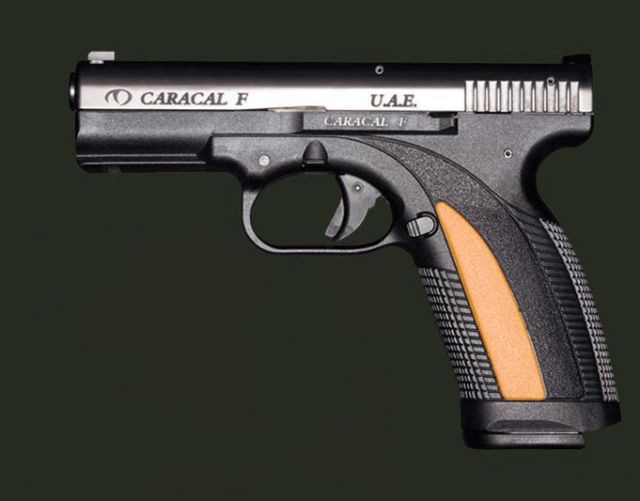
Caracal F, semi automatic pistol

Caracal F é a pistola semi-automática da Caracal International Llc com design moderno e ergonômico fabricada nos calibres 9mm Parabellum, 9 x 21, 357 SIG e .40 S&W.
No calibre 9mm Parabellum pode carregar até 17 cartuchos.
É fabricado com polímero reforçada com fibra de vidro, tamanho de cano de 104 mm, 178 mm de comprimento total, peso de 750 g, com mecanismo de ação dupla.
Sua fabricação em design inovador procurou eliminar os ângulos retos.
Outra grande vantagem técnica é a fácil desmontagem.